# Gámbita
Gámbita là một khu tự quản thuộc tỉnh Santander, Colombia. Thủ phủ của khu tự quản Gámbita đóng tại Gámbita Khu tự quản Gámbita có diện tích 460 ki lô mét vuông. Đến thời điểm ngày 28 tháng 5 năm 2005, khu tự quản Gámbita có dân số 4667 người.